# Dragonii Heorot
Dragonii Heorot (1995) (titlu original Beowulf's Children) este un roman science fiction scris de Larry Niven, Jerry Pournelle și Steven Barnes, fiind o continuare a Moștenirii Heorot. În Marea Britanie, cartea a fost publicată sub titlul The Dragons of Heorot.

## Intriga
Pe insula Camelot, copiii coloniștilor s-au maturizat, devenind conștienți de faptul că părinții lor au gheață în cap de pe urma călătoriei spațiale efectuată în animație suspendată. Ei încep să se revolte împotriva procedurilor rigide instituite de părinții lor pentru a se apăra de grendeli și de pericolele Avalonului. Dornici de a coloniza întreaga planetă, ei părăsesc insula Camelot.
Doi coloniști mor într-un mod oribil și inexplicabil în timpul unei furtuni de nisip care lasă în urma ei doar oase. Călătoriile spre continent sunt interzise până la descoperirea motivelor morții celor doi. Unul dintre tineri, Aaron Tragon, descoperă că Tau Ceti are un ciclu de 50 de ani, nu de câteva sute, ca Pământul. Acesta este motivul pentru care Avalon intră într-o perioadă de schimbări climaterice majore, toate formele de viață ale planetei începând să reacționeze în moduri necunoscute coloniștilor. El demonstrează că, pentru a supraviețui, colonia trebuie să studieze viața Avalonului, lucru care impune efectuarea călătoriilor pe continent.
Pe continent, coloniștii descoperă că și grendelii au un alt comportament decât cel cunoscut de ei: unii cooperează pentru prinderea prăzii, iar alții învață să reziste instinctelor de a vâna și a a ucide irațional. Unul dintre ei chiar refuză să își ucidă progeniturile, construindu-și un fel de familie pe întinsul teritoriului pe care își duce viața; inteligența sa a evoluat datorită unui parazit care infestează creierul grendelilor. Se dovedește că grendelii de pe insulă reprezentaseră o anomalie din cauza izolării lor într-un mediu care îi obligase să facă orice pentru a supraviețui.
Comportamentul lui Aaron Tragon devine tot mai ciudat: începe să venereze grendelii și vrea să lase intact ecosistemul Avalonului. Coloniștii descoperă că furtuna care le omorâse tovarășii era constituită din roiuri de albine dotate cu viteză pe care schimbările climaterice le obligau să devasteze areale extinse ale continentului. Concluzia logică este retragerea pe insula Camelor până la încetarea schimbărilor climaterice, dar Tragon nu vrea să audă de așa ceva și, după ce îl omoară pe fostul protector al coloniștilor, Cadmann, părăsește colonia.
Cartea se încheie doi ani mai târziu, când coloniștii se întâlnesc cu un Aaron Tragon care a făcut pace cu grendelii inteligenți, asigurând o punte de legătură între cele două rase.